# Friedo de Vries

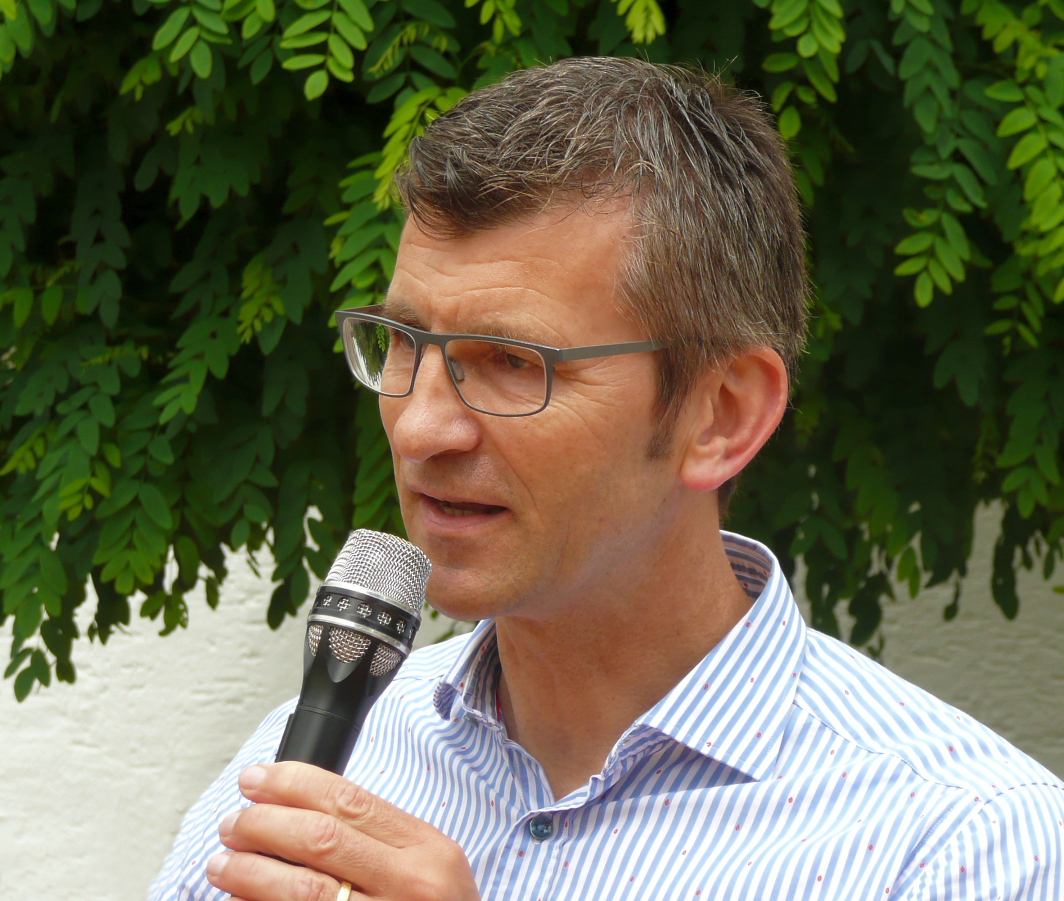
Friedo de Vries, 2018

Friedo de Vries (* 1964) ist Polizeipräsident der Polizeidirektion Osnabrück in Osnabrück.
De Vries wurde 1981 in den mittleren Dienst der Polizei Niedersachsen eingestellt.  Nach dem Wechsel von der Schutz- zur Kriminalpolizei stieg er in den gehobenen Dienst auf. Die Ausbildung für den höheren Polizeivollzugsdienst absolvierte er an der Polizei-Führungsakademie in Münster-Hiltrup. Danach leitete er den Zentralen Kriminaldienst (ZKD) in Wilhelmshaven. Weitere Verwendungen waren die Leitung der Zentralen Kriminalinspektion Oldenburg (ZKI), die Leitung eines Polizeikommissariats in Oldenburg und des Personaldezernates der Polizeidirektion Oldenburg. Außerdem war er Referent beim Niedersächsischen Ministerium für Inneres und Sport. Ab 2010 war Friedo de Vries Polizeivizepräsident der Polizeidirektion Osnabrück, wobei er sich von bisherigen Polizeivizepräsidenten wegen seiner kriminalpolizeilichen Prägung unterschied.
Am 24. Mai 2018 wurde Friedo de Vries vom niedersächsischen Minister für Inneres und Sport Boris Pistorius zum Präsidenten des Landeskriminalamtes Niedersachsen ernannt. Damit folgte er in der Leitung dem im März 2018 in den Ruhestand verabschiedeten Uwe Kolmey.
Im Juli 2018 sprach sich Friedo de Vries für die Wiedereinführung der Vorratsdatenspeicherung aus. Sie sei notwendig, damit Ermittler Straftäter  überführen können, die im Internet bzw. im Darknet mit illegaler Ware wie Drogen, Waffen oder Falschgeld handeln. Bei der Expertenanhörung vor der Einführung des neuen niedersächsischen Polizeigesetzes erklärte er 2018 vor dem Innenausschuss des Niedersächsischen Landtags die Online-Durchsuchung und die Quellen-Telekommunikationsüberwachung für unverzichtbar.
Zum 1. Mai 2025 wechselte de Vries zur Polizeidirektion Osnabrück, wo er die Nachfolge des in den Ruhestand getretenen Polizeipräsidenten Michael Maßmann antrat.
De Vries lebt in Osnabrück. Er ist verheiratet und hat drei Kinder.